# Cavalli in fuga
A briglia sciolta, in precedenza pubblicato in Italia col titolo di Cavalli in fuga, é un romanzo di Yukio Mishima pubblicato nel 1969. É il secondo della quadrilogia Il mare della fertilità, del quale fanno parte anche Neve di primavera, Il tempio dell'alba e La decomposizione dell'angelo. Essa costituisce l'opera più matura e ambiziosa del celebre scrittore giapponese.

## Contenuti
Rispetto ad altre opere più incentrate sull'accurata descrizione degli stati d'animo dei personaggi, qui l'autore dà maggiore spazio alla storia e alle passioni politiche nel Giappone dell'Epoca Meiji. Nel romanzo trovano espressione gli ideali radicalmente nazionalisti ai quali, pochi anni più tardi, lo scrittore darà compimento con la propria morte. 
La tetralogia Il mare della fertilità ha come protagonista Shigekuni Honda nei vari periodi della propria vita: la giovinezza, la maturità, la mezza età e la vecchiaia. Anche se ufficialmente Honda è il protagonista in realtà egli risulta essere semplicemente, in buona parte della tetralogia, lo spettatore narrante delle vicende di un altro personaggio primario. In particolar modo il vero protagonista di A briglia sciolta è Isao Iinuma, un giovane campione di Kendō affascinato dallo spirito autentico del giappone tradizionale e dalle gesta di coloro che per questo ideale avevano sacrificato la propria vita nel vano tentativo di opporsi all'occidentalizzazione del paese.

## Trama
Honda, il personaggio che fa da filo conduttore della tetralogia, a 38 anni conduce una vita stabile e abitudinaria. Sposato ma senza figli è quasi del tutto assorbito dal proprio lavoro di magistrato, che egli svolge con razionalità e attenzione. Nel corso di un torneo di Kendō, al quale si trova a presenziare in rappresentanza delle autorità, Honda ha l'occasione di fare la conoscenza con il giovane Isao, unico figlio di quel Shigeyuki Iinuma che aveva conosciuto nel corso degli eventi narrati in Neve di primavera.
Il giovane è un campione di Kendo e coltiva con alcuni amici il progetto di mettere in pratica i propri ideali nazionalistici con un'azione disperata, sul modello degli ex-samurai periti nella rivolta di Shinpūren. 
La rivolta, che ebbe luogo Kumamoto nell'ottobre del 1876, viene narrata nei dettagli da un opuscolo che Isao presta ad Honda. Quest'ultimo, estremamente colpito dalle straordinarie similitudini tra Isao e il suo grande amico Kiyoaki da tempo scomparso, cerca di dissuadere il giovane dal mettere in atto i propri propositi.

## Nel cinema
Nel 1985 il regista Paul Schrader trasse dal romanzo la seconda parte del proprio film Mishima - Una vita in quattro capitoli (Mishima: A Life in Four Chapters).

## Edizioni italiane
- Cavalli in fuga, traduzione dall'edizione inglese di Riccardo Mainardi, Collana Letteraria, Milano, Bompiani, novembre 1983,  p. 420, ISBN 88-452-5104-7.
- A briglia sciolta, trad. dal giapponese di Lorenzo Costantini, in  Yukio Mishima, Romanzi e racconti 1962-1970, a cura di Maria Teresa Orsi, Collana I Meridiani, Milano, Mondadori, 2006, ISBN 978-88-044-9394-5.
- A briglia sciolta, traduzione di Lorenzo Costantini, Collana UEF n.2149, Milano, Feltrinelli, 2009,  p. 430, ISBN 978-88-077-2149-6.